# Universidade do Burundi
A Universidade do Burundi (em francês: Université du Burundi) é uma instituição de ensino superior pública do Burundi, fundada em 1964. Está sediada em três campi em Bujumbura e um quarto em Gitega. Tomou seu nome atual em 1977 e é a única universidade do Burundi com financiamento público.

## História
As origens da Universidade do Burundi remontam ao Instituto de Agronomia da Universidade do Congo Belga e Ruanda-Urundi, fundado sob o domínio colonial belga. Em 1960 este se tornou o Instituto Agronômico de Ruanda-Urundi (Institut agronomique du Ruanda-Urundi) e mudou-se para Bujumbura, tornando-se o primeiro grande centro de ensino superior do país. Sob a iniciativa das missões jesuítas, três outras instituições especializadas surgiram posteriormente em Bujumbura após a independência do Burundi em 1962. Essas instituições foram reunidas para formar a Universidade Oficial de Bujumbura (Université officielle de Bujumbura, ou UOB) em janeiro de 1964. Em 1977, a UOB se fundiu com duas instituições profissionais para criar a Universidade de Burundi (Université du Burundi, ou UB).
A Biblioteca da Universidade do Burundi foi inaugurada em 1981 e formalmente aberta em 1985. Foi relatado em 1993 ter 150 000 volumes em sua coleção, tornando-se uma das maiores bibliotecas do Burundi. O ensino na universidade foi significativamente interrompido pela agitação política em outras partes do Burundi desde a independência. A Guerra Civil do Burundi (1993-2006) criou problemas particulares, assim como a crise socioeconômica que a acompanhou, que levou a greves, problemas de financiamento e uma fuga de cérebros de docentes no exterior. De 11 a 12 de junho de 1995, estudantes hutus foram massacrados na universidade por tutsis.

## Faculdades e institutos
Em 2018, a Universidade do Burundi era dividida da seguinte forma:
Faculdades
- Faculdade de Agronomia e Bioengenharia (Faculté d'Agronomie et de Bio-Ingénieurie)
- Faculdade de Direito (Faculté de Droit)
- Faculdade de Medicina (Faculté de la Médecine)
- Faculdade de Psicologia e Ciências da Educação (Faculté de Psychologie et des Sciences de l'Education)
- Faculdade de Ciências Econômicas e Gestão (Faculté des Sciences Economiques et de Gestion)
- Faculdade de Letras e Ciências Humanas (Faculté des Lettres et Sciences Humaine)
- Faculdade de Ciências (Faculté des Sciences)
- Faculdade de Ciências da Engenharia (Faculté des Sciences de l'Ingénieur)

Institutos
- Instituto Confúcio de Língua Chinesa (Institut Confucius), afiliado ao programa internacional do Instituto Confúcio
- Instituto de Pedagogia Aplicada (Institut de Pédagogie appliquée)
- Instituto de Educação Física e do Esporte (Institut d'Education physique et de Sport)
- Instituto de Ciências Aplicadas (Institut des Statistiques appliquées)
- Instituto Superior de Comércio (Institut supérieur de Commerce)